# 弁天 (大阪市)
弁天（べんてん）は、大阪府大阪市港区にある町名。現行行政地名は弁天一丁目から弁天六丁目。

## 地理
港区の北東部に位置し、東に波除、西に田中、南に磯路、北西に石田と接している。

### 河川
- 安治川

## 世帯数と人口
2019年（平成31年）3月31日現在の世帯数と人口は以下の通りである。
| 丁目       | 世帯数    | 人口     |
| ---------- | --------- | -------- |
| 弁天一丁目 | 1,077世帯 | 2,072人  |
| 弁天二丁目 | 1,182世帯 | 2,392人  |
| 弁天三丁目 | 1,059世帯 | 2,130人  |
| 弁天四丁目 | 1,394世帯 | 2,485人  |
| 弁天五丁目 | 1,403世帯 | 2,529人  |
| 弁天六丁目 | 106世帯   | 191人    |
| 計         | 6,221世帯 | 11,799人 |

### 人口の変遷
国勢調査による人口の推移。
| 1995年（平成7年）  | 11,791人 | [ 5 ] |  |
| 2000年（平成12年） | 11,809人 | [ 6 ] |  |
| 2005年（平成17年） | 11,552人 | [ 7 ] |  |
| 2010年（平成22年） | 12,610人 | [ 8 ] |  |
| 2015年（平成27年） | 12,227人 | [ 9 ] |  |

### 世帯数の変遷
国勢調査による世帯数の推移。
| 1995年（平成7年）  | 4,802世帯 | [ 5 ] |  |
| 2000年（平成12年） | 5,130世帯 | [ 6 ] |  |
| 2005年（平成17年） | 5,310世帯 | [ 7 ] |  |
| 2010年（平成22年） | 5,944世帯 | [ 8 ] |  |
| 2015年（平成27年） | 5,926世帯 | [ 9 ] |  |

## 事業所
2016年（平成28年）現在の経済センサス調査による事業所数と従業員数は以下の通りである。
| 丁目       | 事業所数  | 従業員数 |
| ---------- | --------- | -------- |
| 弁天一丁目 | 154事業所 | 3,502人  |
| 弁天二丁目 | 84事業所  | 645人    |
| 弁天三丁目 | 120事業所 | 1,112人  |
| 弁天四丁目 | 132事業所 | 792人    |
| 弁天五丁目 | 121事業所 | 558人    |
| 弁天六丁目 | 52事業所  | 757人    |
| 計         | 663事業所 | 7,366人  |

## 交通
- 国道17号
- 中央大通

## 施設
- 港区民センター
- 大阪市立港図書館
- 港警察署 弁天三丁目交番
- 大阪市立弁天小学校
- 大阪ベイタワー
- 大阪市消防局 港消防署
- 大阪厚生信用金庫 港支店
- ラジオ大阪
- MEGAドン・キホーテ 弁天町店
- 弁天埠頭公園

## その他

### 日本郵便
- 〒552-0007[3]（集配局：大阪港郵便局[11]）